# Jesús Caellas Aymerich
Jesús Caellas Aymerich, conegut amb els sobrenoms de Carlos o Catalán (Solsona, 31 d'agost del 1921 - Chauffailles Saona i Loira, 29 de novembre del 1976) fou un maquis que comandà el 23è Sector de l'AGLA. La seva identitat vertadera no va ser coneguda per la Guàrdia Civil fins que s'exilià a França el 1948.
De jovenet va militar a les Joventuts Llibertàries, i després d'una curta estada a la presó, decidí unir-se a la guerrilla, encara que segons la seva companya, Cinta Solà, militava al PSUC des dels 16 anys. Aleshores Vicente Galarza Santana Andrés havia reorganitzat l'AGLA. L'abril del 1946 fou nomenat adjunt d'Ángel Fuertes Vidosa, responsable del 17è batalló, i serà conegut com a Carlos o Catalán. Ell i Germán Amarrotu Martínez comandaven dos batallons que estenien la seva acció per Tarragona, Castelló i Terol. Algunes de les accions més destacades del seu batalló foren:
- (2 de juliol de 1946) Una dotzena d'home del seu batalló, comandat per José Llinares Beltrán Valencia ocuparen Ortells (Castelló) i n'executaren l'alcalde.
- (7 de juliol de 1946) Membres del 17è i 11è Sectors comandats per Francisco Corredor Serrano atacaren a Caudete (Terol) el tren de la línia Sagunt-Terol-Saragossa, desarmaren la guàrdia civil i s'empararen de 750.000 del vagó blindat.
- (18 de juliol) Ataquen un tren de mercaderies a la línia Bejís-Toràs (Castelló).
- (8 de març de 1947) Executen a Las Parras de Castellote (Terol) al caporal de la guàrdia civil José Alfredo Serrano Serrano, qui havia executat dos guerrillers fets presoners a Aiguaviva de Bergantes.
- (17 de juliol) sabotegen la línia de ferrocarril d'Alcalà de Xivert i l'emplenen de banderes republicanes

La tardor del 1947 fou nomenat responsable del Sector 23è fins que després de l'ofensiva de la guàrdia civil de maig de 1948 foren desmantellades les bases de l'AGLA. Aleshores va marxar a Solsona d'on va partir caminant cap a França amb la seva dona, Cinta Solà, fugint de la pressió policial que exercien les tropes de la Guàrdia Civil comandades pel general Pizarro. Arribà a França el 1949, on fou acusat de traïció per la direcció del PCE. Residiren a Orleans, municipi francès.